# 西陵の戦い
西陵の戦い（せいりょうのたたかい）は、中国三国時代の272年に、呉と晋の間で起きた戦い。

## 事前の経緯
272年8月、呉帝孫晧は西陵督であった歩闡を繞帳督に任じ武昌に戻るよう命じた。父や兄を継いで西陵を守ってきた歩闡は、突然の召還命令を不審に思い、朝廷で讒言されたのではないかと大いに疑った。孫晧は気に入らない臣下を理由をつけて誅殺することが多くあり、かねてより暴君として恐れられていた。ただし、このとき孫晧に歩闡を誅殺する意図があったかどうかは文献上では不明である。
9月、身の危険を感じた歩闡は晋に使者を出し、西陵城ごと降伏する旨を申し入れ、兄の歩協の子の歩璣と歩璿を人質として洛陽に送った。歩闡自身は配下の将兵とともに西陵城に籠った。晋帝司馬炎は歩闡を都督西陵諸軍事・衛将軍・侍中に任じ、三公と同等である儀同三司の特権を与えた。さらに、交州牧を兼任させ、宜都公に封じた。また、人質の親族にも官位・爵位を与えて厚遇した。
楽郷都督の陸抗は歩闡反乱の報せを聞くと、即日部隊を分け、配下の左奕・吾彦・蔡貢らに命じて西陵城へ急行させた。
都督荊州諸軍事羊祜は司馬炎の命を受け、歩闡救援のため呉へ進軍した。羊祜は荊州刺史の楊肇に陸路で西陵へ向かわせると共に、益州からも巴東監軍の徐胤が指揮を執る水軍を向かわせた。また、自らは陽動の為襄陽より南下し、呉の拠点の江陵へと進軍した。

## 戦いの経緯
陸抗は西陵に到達した諸軍へ、赤渓から故市の間に二重の包囲陣を築かせた。 この包囲陣は内には歩闡を封じ込め、外には晋軍の来襲に備えるというものであった。この工事は昼夜兼行で行われ、士卒は大いに疲弊した。 諸将はみな「三軍に勢いがある内に城を攻め、晋軍が襲来する前に落とすべきです。なぜわざわざこのようなことをして士卒を疲弊させるのですか」と問うと、 陸抗は「西陵城は堅固であり食糧も多い。城の防備は私が以前、西陵督だった時に築いたものであり、構造は熟知している。急行してもすぐに落とせるものではない。その間に晋軍が現れたら前後を挟撃を受けることになる。その時に備えをしていなくてどうやって防ぐというのか」と返した。しかし、諸将は納得せず、特に宜都太守の雷譚は強く請願したため、陸抗は一度だけ攻撃を許可した。その結果、何の成果も上げられなかったので、諸将は陸抗の命に従った。
歩闡は晋軍に救援を要請すると共に、私財を投げ打って蛮族にも協力を要請した。
羊祜が5万の兵を率いて江陵に侵攻する様子を見せると、楽郷にいた陸抗は羊祜にかまわず西陵へ向かった。陸抗の部下は楽郷に留まって江陵に備えるよう勧めたが、陸抗は「江陵は防備が固く、兵もしっかりと備わっている。もし落ちたとしても、地勢的に見て敵が維持し続けるのは困難だ。 だが西陵を奪われれば、長江南岸諸山の蛮族にも動揺を与える。そうなったときの難事を思えば、江陵を棄ててでも西陵にあたるべきだ」と述べ、軍の指揮を執り西陵に向かった。
江陵は平坦な地にあり、進軍が容易であった。陸抗は江陵督の張咸に命じ、城の周辺の水路を堰き止めさせ、江陵城に通じる北東の平地を水没させることで敵襲と味方の離反を同時に防がせた。 そのため、羊祜は江陵を攻めるにあたって、船を用いて兵糧を輸送しようとしたが、途中で堰が切られて水が引いてしまうことを恐れ、敢えて自ら堰を切って歩兵を進軍させるという虚報を流した。陸抗はこの情報が羊祜の策だと看破し、諸将の反対を押し切り江陵の守将に命じて、堤を切って水を退かせた。羊祜は当陽まで進軍したところで堰が切られたと聞き、改めて陸路で輸送する車を用意しなければならず、輸送に大幅な損害を出した。
11月、陸抗は張咸に江陵城を死守させる一方、公安督の孫遵に長江南岸を守備させ、羊祜が長江を渡って南に進軍するのを阻止させた。晋の巴東監軍の徐胤が指揮を執る水軍も建平に攻め寄せており、陸抗は水軍督の留慮・鎮西将軍の朱琬を派遣しこれを迎え撃たせた。西陵にも楊肇軍が到達すると、陸抗は自ら包囲陣に拠ってこれに対峙した。このとき、呉の将軍朱喬での営都督兪賛が裏切り、楊肇の軍に投降した。 陸抗は「兪賛は軍中に長くおり、その内情に詳しい。私は以前より訓練不足の異民族部隊を憂慮している。もし敵が包囲陣を破ろうとするなら、まず異民族部隊を狙うだろう」と述べ、密かに夜のうちに異民族の兵の守備する箇所を古参の呉の精鋭兵と交替させた。翌日、想定通り楊肇軍が異民族部隊の拠点を突いて攻めてくると、陸抗は他の部隊も動員し雨のように矢石を降らせ、大損害を与えた。
12月、戦況が膠着して万策尽き果てた楊肇は西陵攻略を断念し、夜闇に紛れて退却を開始した。陸抗はこれを追撃しようと考えたが、背後には西陵城の歩闡が呉軍の隙を窺っており、大きな兵力は割けなかった。そのため、兵を揃えて鼓を打ち鳴らし、あたかも追撃に出るかのように見せかけた。楊肇軍の兵は混乱し、装備を脱ぎ捨て、我先に逃亡しはじめた。敵部隊が崩れたところで、改めて陸抗は少数の兵を用い追撃をかけ、楊肇軍を大いに打ち破った。楊肇軍の大敗を聞いた羊祜はこれ以上の攻勢を断念し、救援軍を全面的に撤退させた。呉軍の捕虜になった者は合わせて数万に及んだ。 陸抗は晋軍が完全に撤退したのを見届けてから、西陵城に総攻撃をかけた。そしてついに西陵城を陥落させ、歩闡らを捕縛した。

## 戦後
陸抗は、歩闡とその一族及び幹部級の武将や軍官は処刑したが、その他の数万に上る将卒や下級兵卒は赦免した。これにより呉における歩闡の一族は絶えることとなったが、歩闡が降伏した際に人質として晋に送られていた甥の歩璿が歩家を継いだ。
反乱を鎮圧した陸抗は、西陵城を修復した後、楽郷に帰還した。大功を立てたにもかかわらず、それを一切誇ることが無かったため、将士は以前にも増して陸抗を敬ったという。陸抗は今回の功績により任地において大司馬に任じられ荊州刺史の職を授けられた（『三国志演義』では後に孫晧に疑われて降格されたとされているが、史実では無い）。
晋では、敗戦の責により羊祜が平南将軍に降格されるが、変わらず荊州軍の総司令官のままであった。楊肇は免官されて故郷の地に帰り、2年後に病没した。

## 参戦人物
|  | - 呉 - 鎮軍大将軍陸抗 - 将軍左奕 - 将軍吾彦 - 将軍蔡貢 - 宜都太守雷譚 - 鎮西将軍朱琬 - 江陵督張咸 - 公安督孫遵 - 水軍督留慮 - 営部督兪賛 - 営部督朱喬 | - 晋 - 都督西陵諸軍事・衛将軍歩闡 - 監江陵諸軍事・左将軍歩璣 - 都督荊州諸軍事・車騎将軍羊祜 - 荊州刺史楊肇 - 巴東監軍徐胤 - 荊州刺史王戎 |